# John H. Church
John H. Church est un major général de l'United States Army.